# Hesperandra colombica
Hesperandra colombica là một loài bọ cánh cứng trong họ Cerambycidae.